# Nova Mutum
Pour les articles homonymes, voir Mutum (homonymie).
Nova Mutum est une municipalité brésilienne située dans l'État du Mato Grosso.

## Économie
Nova Mutum héberge le siège de l'entreprise agro-industrielle Vanguarda Agro/Brasil Ecodiesel.